# カール・フィリップ・エマヌエル・バッハ室内管弦楽団
カール・フィリップ・エマヌエル・バッハ室内管弦楽団（Kammerorchester Carl Philipp Emanuel Bach）は、ドイツ・ベルリンに本拠を置く室内オーケストラである。

## 概要
1969年にベルリン国立歌劇場管弦楽団のメンバーを中心として設立。1980年よりハルトムート・ヘンヒェンが芸術監督、ペーター・シュライアーとポール・グッドウィンが客演指揮者を務めた。レパートリーはバッハ一族の音楽を中心に近代物まで及ぶ。
主なレコーディングとして、ヘンヒェン指揮でカール・フィリップ・エマヌエル・バッハの各種作品集やハイドンの交響曲集、シュライアー指揮でJ・S・バッハの宗教曲集や管弦楽組曲・ブランデンブルク協奏曲、モーツァルトの初期オペラなどがある。
2014年解散し、演奏活動を終了した。